# Ngerchelchuus
Ngerchelchuus är Palaus högsta punkt med sina 242 meter. Kullen ligger på gränsen mellan delstaterna Ngardmau och Ngaremlengui, på ön Babeldaob.